# Enclos Fouqué
L'Enclos Fouqué est la plus récente des caldeiras formée par le piton de la Fournaise, le volcan actif de l'île de La Réunion.

## Géographie
Baptisée en l'honneur du géologue français Ferdinand André Fouqué, cette caldeira en forme de fer à cheval fait neuf kilomètres de large sur treize kilomètres de long.
Les parois qui la surplombent sont hautes de cent à quatre cents mètres. Il s'agit du rempart de Bois Blanc au nord, du rempart de Bellecombe à l'ouest et du rempart du Tremblet au sud.
Outre le Piton de la Fournaise à proprement parler, l'Enclos Fouqué abrite de nombreux petits cratères, parmi lesquels le Formica Leo. Il s'agit de la formation la plus visible du pas de Bellecombe-Jacob, un surplomb à partir duquel on peut entamer une randonnée jusqu'à un site appelé plaine des Osmondes.
De là, il est possible d'atteindre l'océan Indien par les Grandes Pentes puis le Grand Brûlé, la zone littorale. Celle-ci est traversée par la route nationale 2 qui fait le tour de l'île en joignant Saint-Denis et Saint-Pierre. Au nord, elle donne accès à l'Enclos depuis le centre-ville de Sainte-Rose par la forêt de Bois Blanc. Au sud, elle mène à Saint-Phillipe via le lieu-dit Takamaka.

## Histoire
La formation de l'enclos s'est faite en deux étapes: 
- des éruptions violentes qui auraient envoyé des cendres de Vincendo à la Plaine des Palmistes (cendres de Bellecombe) et un effondrement il y a 4 700 ans[1] ;
- l'ouverture de la caldeira dans les glissements du Grand Brûlé qui auraient emporté son flanc est créant ainsi le rempart du Tremblet au sud et le rempart de Bois Blanc au nord. Ces glissements seraient largement postérieurs à la formation de la caldeira puisque le lit d'une rivière semblable à celui de la rivière de l'Est aurait été identifié le long du rempart de Bois Blanc. Le Piton de Crac peut être considéré comme un vestige de cette ancienne planèze[2].

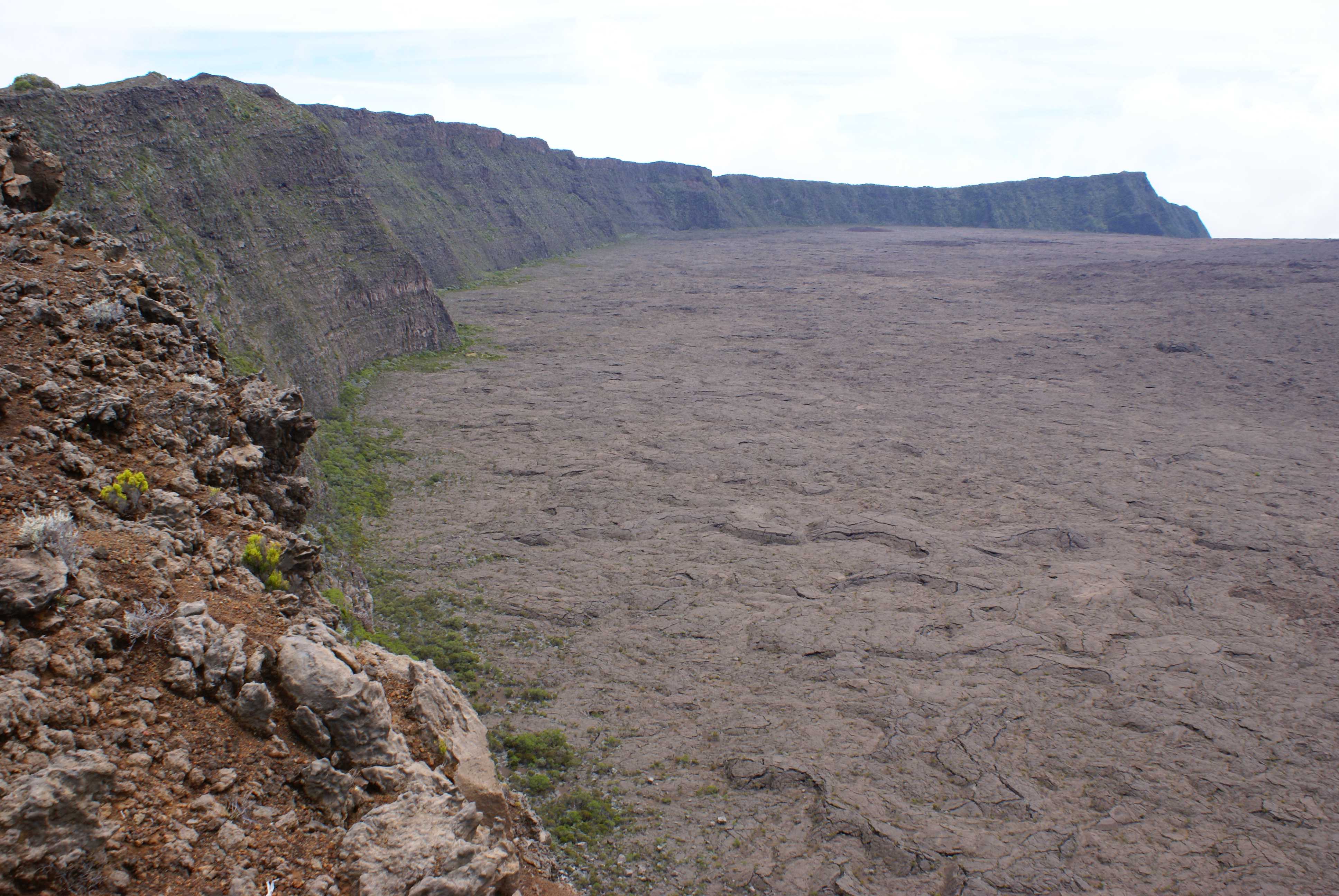
Le rempart de Bellecombe délimite l'enclos Fouqué dans sa partie haute.
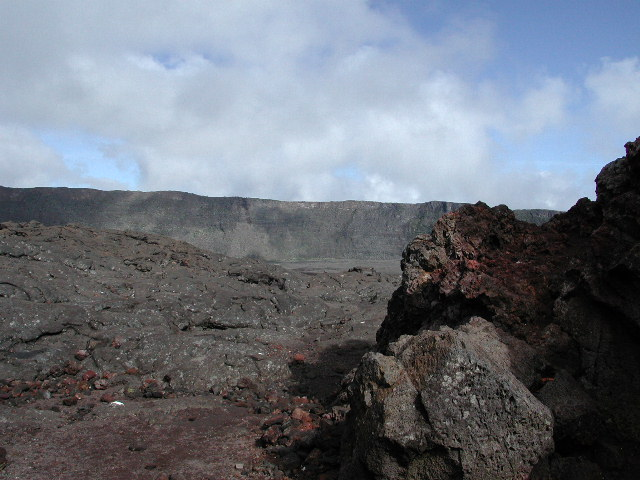
L'Enclos Fouqué vu depuis la face ouest du Piton de la Fournaise.
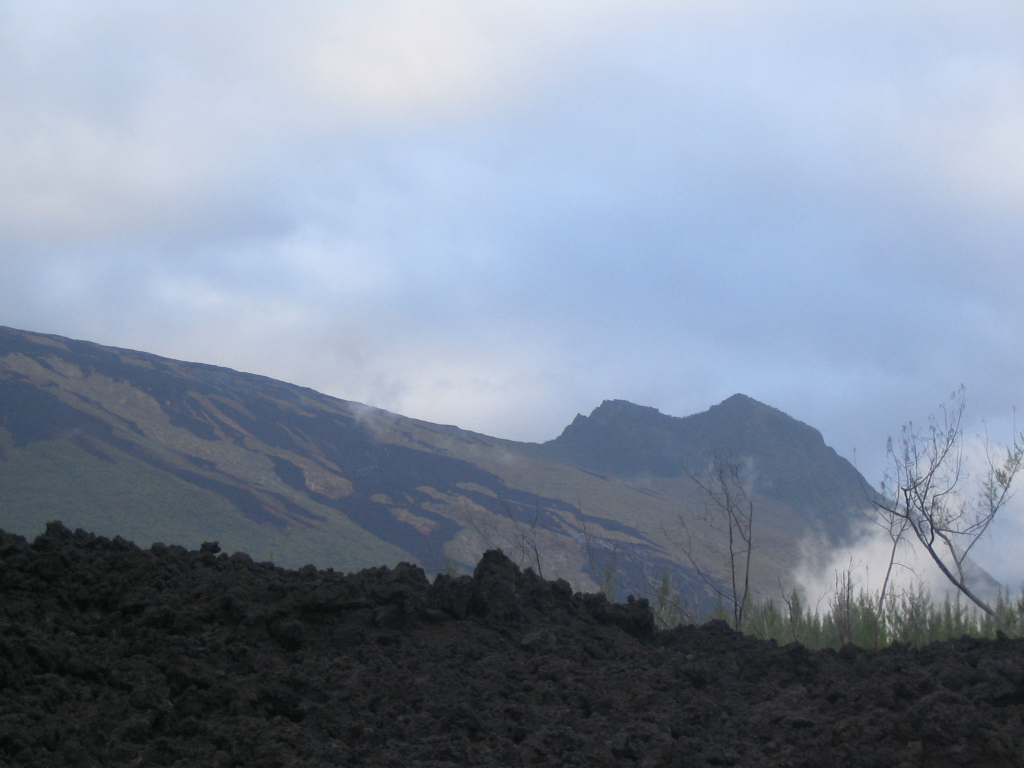
Les grandes pentes vues depuis la côte (RN3).

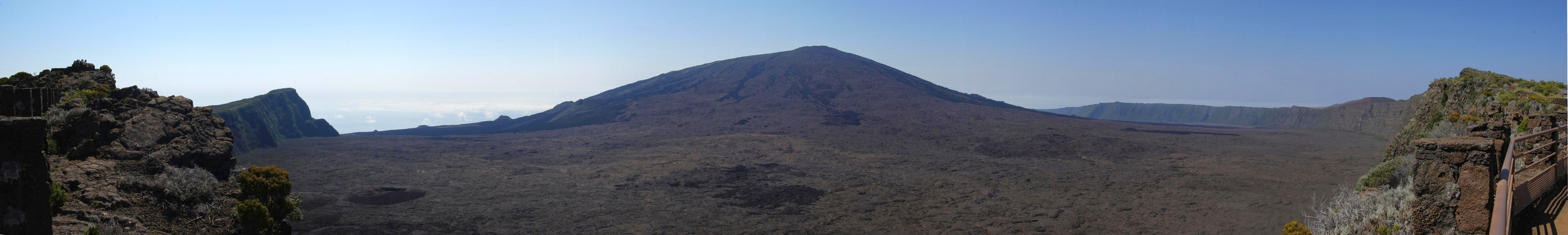
Panorama de l'enclos Fouqué